# Davinson Sánchez
Davinson Sánchez Mina (Caloto, 12 juni 1996) is een Colombiaans betaald voetballer die doorgaans speelt als centrumverdediger. In september 2023 verruilde hij Tottenham Hotspur voor Galatasaray. Sánchez debuteerde in 2016 in het Colombiaans voetbalelftal.

## Clubcarrière
Sánchez speelde in de jeugdopleiding van América de Cali, maar na het verhuizen van zijn ouders verkaste hij naar Atlético Nacional, waar hij opgeleid werd onder de vleugels van Juan Carlos Osorio. Zijn debuut voor Atlético maakte de centrumverdediger op 27 oktober 2013, toen in eigen huis met 0–1 verloren werd van Boyacá Chicó. Sánchez mocht van Osorio in de basis starten en hij speelde het gehele duel mee. Op 1 maart 2016 tekende de verdediger voor zijn eerste doelpunt in dienst van Atlético; op die dag werd in de Copa Libertadores met 3–0 gewonnen van het Peruviaanse Sporting Cristal. Sánchez zette zijn club in de twaalfde minuut op een voorsprong. Door zijn prestaties in het shirt van Atlético Nacional zouden diverse clubs interesse hebben gekregen in zijn diensten, zoals Flamengo en Ajax. Barcelona probeerde de Colombiaan over te nemen voor FC Barcelona B, maar die transfer werd afgeblazen door de speler.
Sánchez tekende in juni 2016 een contract tot medio 2021 bij Ajax. Dat betaalde circa 5 miljoen euro voor hem aan Atlético Nacional. Een paar dagen eerder contracteerde Ajax de Colombiaan Mateo Cassierra, waardoor hij de tweede Colombiaan in de selectie van de club werd. Sánchez sloot zich niet direct op 1 juli 2016 aan bij Ajax, omdat hij eerst de Copa Libertadores 2016 mocht afmaken met Atlético Nacional. Atlético Nacional en hij wonnen dit toernooi door in de finale van Independiente de Valle te winnen. Sánchez maakte op 8 augustus 2016 zijn eerste minuten in het Ajax-shirt. Die dag speelde hij met Jong Ajax een wedstrijd in de Eerste divisie, thuis tegen FC Emmen (eindstand 1–1). Zijn debuut in het eerste elftal van de Amsterdamse club volgde vijf dagen later, een wedstrijd in de Eredivisie thuis tegen Roda JC (eindstand 2–2). Daarin verving hij de geschorste Joël Veltman. Sánchez kreeg in de wedstrijden daarna het vertrouwen van Bosz als centrale verdediger. Hij maakte op 24 september 2016 zijn eerste officiële doelpunt in dienst van Ajax in een Eredivisiewedstrijd, tegen PEC Zwolle. Na acht minuten spelen scoorde hij de 1–1 voor Ajax. Een half uur later zette hij Ajax met nog een doelpunt op een 2–1 voorsprong. Ajax won de wedstrijd uiteindelijk met 5–1. Sánchez eindigde het seizoen met Ajax op de tweede plaats in de Eredivisie. Daarnaast bereikte hij de finale van de Europa League met de Amsterdamse club. Daarin was Manchester United met 2–0 te sterk.
Tottenham Hotspur deed in augustus 2017 een bod op de verdediger. Ajax ging hier niet op in, maar trainer Marcel Keizer besloot Sánchez vanwege de interesse niet op te nemen in de wedstrijdselectie voor de seizoensopener tegen Heracles Almelo. Hij miste daarna ook een wedstrijd in de voorronde van de Europa League, tegen Rosenborg BK. Ajax en Tottenham kwamen later in de week tot een akkoord over een transfer van de Colombiaan. Volgens Ajax bedroeg de transferprijs 40 miljoen euro, oplopend tot 42 miljoen, afhankelijk van eventuele bonussen. Hij maakte zijn debuut op 27 augustus 2017, toen hij in de 92ste minuut in het veld kwam voor Mousa Dembélé, tijdens een met 1–1 gelijkgespeelde wedstrijd tegen Burnley. Aan het begin van het seizoen 2023/24 mocht hij vertrekken van de nieuwe coach Ange Postecoglou en daarop nam Galatasaray hem voor circa negenenhalf miljoen euro over. De Turkse club nam Tanguy Ndombele tegelijkertijd op huurbasis over van Tottenham. Zijn contract werd in augustus 2025 opengebroken en met twee jaar verlengd tot medio 2029.

## Clubstatistieken
| Seizoen | Club              | Competitie          | Competitie | Competitie | Beker | Beker | Internationaal | Internationaal | Totaal | Totaal |
| Seizoen | Club              | Competitie          | Wed.       | Dlp.       | Wed.  | Dlp.  | Wed.           | Dlp.           | Wed.   | Dlp.   |
| ------- | ----------------- | ------------------- | ---------- | ---------- | ----- | ----- | -------------- | -------------- | ------ | ------ |
| 2013    | Atlético Nacional | Categoría Primera A | 3          | 0          | 0     | 0     | —              | —              | 3      | 0      |
| 2014    | Atlético Nacional | Categoría Primera A | 2          | 0          | 2     | 0     | 0              | 0              | 4      | 0      |
| 2015    | Atlético Nacional | Categoría Primera A | 7          | 0          | 1     | 0     | —              | —              | 8      | 0      |
| 2016    | Atlético Nacional | Categoría Primera A | 14         | 0          | 2     | 0     | 14             | 1              | 30     | 1      |
| 2016/17 | Jong Ajax         | Eerste divisie      | 1          | 0          | 0     | 0     | —              | —              | 1      | 0      |
| 2016/17 | Ajax              | Eredivisie          | 32         | 6          | 0     | 0     | 13             | 0              | 45     | 6      |
| 2017/18 | Ajax              | Eredivisie          | 0          | 0          | 0     | 0     | 2              | 1              | 2      | 1      |
| 2017/18 | Tottenham Hotspur | Premier League      | 31         | 0          | 2     | 0     | 8              | 0              | 43     | 0      |
| 2018/19 | Tottenham Hotspur | Premier League      | 23         | 1          | 6     | 0     | 8              | 0              | 37     | 1      |
| 2019/20 | Tottenham Hotspur | Premier League      | 29         | 0          | 5     | 0     | 5              | 0              | 39     | 0      |
| 2020/21 | Tottenham Hotspur | Premier League      | 18         | 0          | 4     | 2     | 10             | 0              | 32     | 2      |
| 2021/22 | Tottenham Hotspur | Premier League      | 23         | 2          | 6     | 0     | 3              | 0              | 32     | 2      |
| 2022/23 | Tottenham Hotspur | Premier League      | 18         | 0          | 4     | 0     | 2              | 0              | 24     | 0      |
| 2023/24 | Tottenham Hotspur | Premier League      | 1          | 0          | 1     | 0     | 0              | 0              | 2      | 0      |
| 2023/24 | Galatasaray       | Süper Lig           | 23         | 2          | 3     | 1     | 6              | 0              | 32     | 3      |
| 2024/25 | Galatasaray       | Süper Lig           | 31         | 3          | 4     | 1     | 9              | 1              | 44     | 5      |
| 2025/26 | Galatasaray       | Süper Lig           | 2          | 0          | 0     | 0     | 0              | 0              | 2      | 0      |
| Totaal  | Totaal            | Totaal              | 258        | 14         | 40    | 4     | 80             | 3              | 380    | 21     |

Bijgewerkt op 16 augustus 2025.

## Interlandcarrière
Sánchez maakte op 16 november 2016 zijn debuut in het Colombiaans voetbalelftal. Dit deed hij in een WK-kwalificatiewedstrijd tegen Argentinië, die in een 3–0 verlies eindigde.
Bondscoach José Pékerman nam hem mee naar het WK 2018 in Rusland. Daar begon Colombia met een nederlaag tegen Japan (1–2), waarna de ploeg in de resterende twee groepswedstrijden te sterk was voor Polen (3–0) en Senegal (1–0). In de achtste finales werden de Colombianen na strafschoppen uitgeschakeld door Engeland (3–4), nadat beide teams in de reguliere speeltijd waren bleven steken op 1–1 door treffers van Harry Kane (rake strafschop in de zevenenvijftigste minuut) en een doeltreffende kopbal van Yerry Mina in blessuretijd. Carlos Bacca miste zijn inzet vanaf elf meter, net als Mateus Uribe. Sánchez kwam in alle vier duels in actie voor zijn vaderland.
| Interlands van Davinson Sánchez voor Colombia | Interlands van Davinson Sánchez voor Colombia | Interlands van Davinson Sánchez voor Colombia | Interlands van Davinson Sánchez voor Colombia | Interlands van Davinson Sánchez voor Colombia | Interlands van Davinson Sánchez voor Colombia |
| №                                             | Datum                                         | Wedstrijd                                     | Uitslag                                       | Soort wedstrijd                               | Goals                                         |
| Als speler bij Ajax                           | Als speler bij Ajax                           | Als speler bij Ajax                           | Als speler bij Ajax                           | Als speler bij Ajax                           | Als speler bij Ajax                           |
| --------------------------------------------- | --------------------------------------------- | --------------------------------------------- | --------------------------------------------- | --------------------------------------------- | --------------------------------------------- |
| 1                                             | 16 november 2016                              | Argentinië – Colombia                         | 3 – 0                                         | WK 2018 kwalificatie                          |                                               |
| 2                                             | 7 juni 2017                                   | Spanje – Colombia                             | 2 – 2                                         | Vriendschappelijk                             |                                               |
| Als speler bij Tottenham Hotspur              |                                               |                                               |                                               |                                               |                                               |
| 3                                             | 5 september 2017                              | Colombia – Brazilië                           | 1 – 1                                         | WK 2018 kwalificatie                          |                                               |
| 4                                             | 5 oktober 2017                                | Colombia – Paraguay                           | 1 – 2                                         | WK 2018 kwalificatie                          |                                               |
| 5                                             | 10 oktober 2017                               | Peru – Colombia                               | 1 – 1                                         | WK 2018 kwalificatie                          |                                               |
| 6                                             | 10 november 2017                              | Zuid-Korea – Colombia                         | 2 – 1                                         | Vriendschappelijk                             |                                               |
| 7                                             | 14 november 2017                              | China – Colombia                              | 0 – 4                                         | Vriendschappelijk                             |                                               |
| 8                                             | 23 maart 2018                                 | Frankrijk – Colombia                          | 2 – 3                                         | Vriendschappelijk                             |                                               |
| 9                                             | 1 juni 2018                                   | Egypte – Colombia                             | 0 – 0                                         | Vriendschappelijk                             |                                               |
| 10                                            | 19 juni 2018                                  | Colombia – Japan                              | 1 – 2                                         | WK 2018                                       |                                               |
| 11                                            | 24 juni 2018                                  | Polen – Colombia                              | 0 – 3                                         | WK 2018                                       |                                               |
| 12                                            | 28 juni 2018                                  | Senegal – Colombia                            | 0 – 1                                         | WK 2018                                       |                                               |
| 13                                            | 3 juli 2018                                   | Colombia – Engeland                           | 1 – 1                                         | WK 2018                                       |                                               |
| 14                                            | 7 september 2018                              | Venezuela – Colombia                          | 1 – 2                                         | Vriendschappelijk                             |                                               |
| 15                                            | 11 september 2018                             | Colombia – Argentinië                         | 0 – 0                                         | Vriendschappelijk                             |                                               |
| 16                                            | 11 oktober 2018                               | Verenigde Staten – Colombia                   | 2 – 4                                         | Vriendschappelijk                             |                                               |
| 17                                            | 16 oktober 2018                               | Colombia – Costa Rica                         | 3 – 1                                         | Vriendschappelijk                             |                                               |
| 18                                            | 22 maart 2019                                 | Japan – Colombia                              | 0 – 1                                         | Vriendschappelijk                             |                                               |
| 19                                            | 26 maart 2019                                 | Zuid-Korea – Colombia                         | 2 – 1                                         | Vriendschappelijk                             |                                               |
| 20                                            | 9 juni 2019                                   | Peru – Colombia                               | 0 – 3                                         | Vriendschappelijk                             |                                               |
| 21                                            | 15 juni 2019                                  | Argentinië – Colombia                         | 0 – 2                                         | Copa América 2019                             |                                               |
| 22                                            | 19 juni 2019                                  | Colombia – Qatar                              | 1 – 0                                         | Copa América 2019                             |                                               |
| 23                                            | 28 juni 2019                                  | Colombia – Chili                              | 0 – 0                                         | Copa América 2019                             |                                               |
| 24                                            | 6 september 2019                              | Brazilië – Colombia                           | 2 – 2                                         | Vriendschappelijk                             |                                               |
| 25                                            | 10 september 2019                             | Colombia – Venezuela                          | 0 – 0                                         | Vriendschappelijk                             |                                               |
| 26                                            | 12 oktober 2019                               | Colombia – Chili                              | 0 – 0                                         | Vriendschappelijk                             |                                               |
| 27                                            | 15 oktober 2019                               | Algerije – Colombia                           | 3 – 0                                         | Vriendschappelijk                             |                                               |
| 28                                            | 15 november 2019                              | Colombia – Peru                               | 1 – 0                                         | Vriendschappelijk                             |                                               |
| 29                                            | 19 november 2019                              | Ecuador – Colombia                            | 0 – 1                                         | Vriendschappelijk                             |                                               |
| 30                                            | 9 oktober 2020                                | Colombia – Venezuela                          | 3 – 0                                         | WK 2022 kwalificatie                          |                                               |
| 31                                            | 13 oktober 2020                               | Chili – Colombia                              | 2 – 2                                         | WK 2022 kwalificatie                          |                                               |
| 32                                            | 17 november 2020                              | Ecuador – Colombia                            | 6 – 1                                         | WK 2022 kwalificatie                          |                                               |
| 33                                            | 3 juni 2021                                   | Peru – Colombia                               | 0 – 3                                         | WK 2022 kwalificatie                          |                                               |
| 34                                            | 8 juni 2021                                   | Colombia – Argentinië                         | 2 – 2                                         | WK 2022 kwalificatie                          |                                               |
| 35                                            | 13 juni 2021                                  | Colombia – Ecuador                            | 1 – 0                                         | Copa América 2021                             |                                               |
| 36                                            | 17 juni 2021                                  | Colombia – Venezuela                          | 0 – 0                                         | Copa América 2021                             |                                               |
| 37                                            | 20 juni 2021                                  | Colombia – Peru                               | 1 – 2                                         | Copa América 2021                             |                                               |
| 38                                            | 23 juni 2021                                  | Brazilië – Colombia                           | 2 – 1                                         | Copa América 2021                             |                                               |
| 39                                            | 3 juli 2021                                   | Uruguay – Colombia                            | 0 – 0                                         | Copa América 2021                             |                                               |
| 40                                            | 10 juli 2021                                  | Argentinië – Colombia                         | 1 – 1                                         | Copa América 2021                             |                                               |
| 41                                            | 6 juli 2021                                   | Colombia – Peru                               | 3 – 2                                         | Copa América 2021                             |                                               |
| 42                                            | 2 september 2021                              | Bolivia – Colombia                            | 1 – 1                                         | WK 2022 kwalificatie                          |                                               |
| 43                                            | 5 september 2021                              | Paraguay – Colombia                           | 1 – 1                                         | WK 2022 kwalificatie                          |                                               |
| 44                                            | 11 november 2021                              | Brazilië – Colombia                           | 1 – 0                                         | WK 2022 kwalificatie                          |                                               |
| 45                                            | 16 november 2021                              | Colombia – Paraguay                           | 0 – 0                                         | WK 2022 kwalificatie                          |                                               |
| 46                                            | 28 januari 2022                               | Colombia – Peru                               | 0 – 1                                         | WK 2022 kwalificatie                          |                                               |
| 47                                            | 1 februari 2022                               | Argentinië – Colombia                         | 1 – 0                                         | WK 2022 kwalificatie                          |                                               |
| 48                                            | 29 maart 2022                                 | Venezuela – Colombia                          | 0 – 1                                         | WK 2022 kwalificatie                          |                                               |
| 49                                            | 5 juni 2022                                   | Saoedi-Arabië – Colombia                      | 0 – 1                                         | Vriendschappelijk                             |                                               |
| 50                                            | 27 september 2022                             | Mexico – Colombia                             | 2 – 3                                         | Vriendschappelijk                             |                                               |
| 51                                            | 19 november 2022                              | Colombia – Paraguay                           | 2 – 0                                         | Vriendschappelijk                             |                                               |
| 52                                            | 28 maart 2023                                 | Japan – Colombia                              | 1 – 2                                         | Vriendschappelijk                             |                                               |
| 53                                            | 16 juni 2023                                  | Colombia – Irak                               | 1 – 0                                         | Vriendschappelijk                             |                                               |
| 54                                            | 20 juni 2023                                  | Duitsland – Colombia                          | 0 – 2                                         | Vriendschappelijk                             |                                               |
| Als speler bij Galatasaray                    |                                               |                                               |                                               |                                               |                                               |
| 55                                            | 12 september 2023                             | Chili – Colombia                              | 0 – 0                                         | WK 2026 kwalificatie                          |                                               |
| 56                                            | 12 oktober 2023                               | Colombia – Uruguay                            | 2 – 2                                         | WK 2026 kwalificatie                          |                                               |
| 57                                            | 17 oktober 2023                               | Ecuador – Colombia                            | 0 – 0                                         | WK 2026 kwalificatie                          |                                               |
| 58                                            | 16 november 2023                              | Colombia – Brazilië                           | 2 – 1                                         | WK 2026 kwalificatie                          |                                               |
| 59                                            | 8 juni 2024                                   | Verenigde Staten – Colombia                   | 1 – 5                                         | Vriendschappelijk                             |                                               |
| 60                                            | 25 juni 2024                                  | Colombia – Paraguay                           | 2 – 1                                         | Copa América 2024                             |                                               |
| 61                                            | 28 juni 2024                                  | Colombia – Costa Rica                         | 3 – 0                                         | Copa América 2024                             |                                               |
| 62                                            | 2 juli 2024                                   | Brazilië – Colombia                           | 1 – 1                                         | Copa América 2024                             |                                               |
| 63                                            | 6 juli 2024                                   | Colombia – Panama                             | 5 – 0                                         | Copa América 2024                             |                                               |
| 64                                            | 10 juli 2024                                  | Uruguay – Colombia                            | 0 – 1                                         | Copa América 2024                             |                                               |
| 65                                            | 14 juli 2024                                  | Argentinië – Colombia                         | 1 – 0 n.v.                                    | Copa América 2024                             |                                               |
| 66                                            | 15 oktober 2024                               | Colombia – Chili                              | 4 – 0                                         | WK 2026 kwalificatie                          | 34'                                           |
| 67                                            | 15 november 2024                              | Uruguay – Colombia                            | 3 – 2                                         | WK 2026 kwalificatie                          |                                               |
| 68                                            | 19 november 2024                              | Colombia – Ecuador                            | 0 – 1                                         | WK 2026 kwalificatie                          |                                               |
| 69                                            | 21 maart 2025                                 | Brazilië – Colombia                           | 2 – 1                                         | WK 2026 kwalificatie                          |                                               |
| 70                                            | 6 juni 2025                                   | Colombia – Peru                               | 0 – 0                                         | WK 2026 kwalificatie                          |                                               |
| 71                                            | 11 juni 2025                                  | Argentinië – Colombia                         | 1 – 1                                         | WK 2026 kwalificatie                          |                                               |

Bijgewerkt op 16 augustus 2025.

## Erelijst
| Competitie                            |                   |                                                                    |                   |                   |
| Competitie                            | Aantal            | Jaren                                                              |                   |                   |
| Atlético Nacional                     | Atlético Nacional | Atlético Nacional                                                  | Atlético Nacional | Atlético Nacional |
| ------------------------------------- | ----------------- | ------------------------------------------------------------------ | ----------------- | ----------------- |
| Liga Aguila                           | 4                 | 2013 Apertura, 2013 Finalización, 2014 Apertura, 2015 Finalización |                   |                   |
| Copa Colombia                         | 2                 | 2012, 2013                                                         |                   |                   |
| Superliga Colombiana                  | 1                 | 2016                                                               |                   |                   |
| CONMEBOL Libertadores                 | 1                 | 2016                                                               |                   |                   |
| Galatasaray                           |                   |                                                                    |                   |                   |
| Süper Lig                             | 2                 | 2023/24, 2024/25                                                   |                   |                   |
| Türkiye Kupası                        | 1                 | 2024/25                                                            |                   |                   |
| Süper Kupa                            | 1                 | 2023                                                               |                   |                   |
| Individueel                           |                   |                                                                    |                   |                   |
| Ajax – Rinus Michels Award            | 1                 | 2017                                                               |                   |                   |
| UEFA Champions League Breakthrough XI | 1                 | 2017                                                               |                   |                   |